# Mylna Kopa

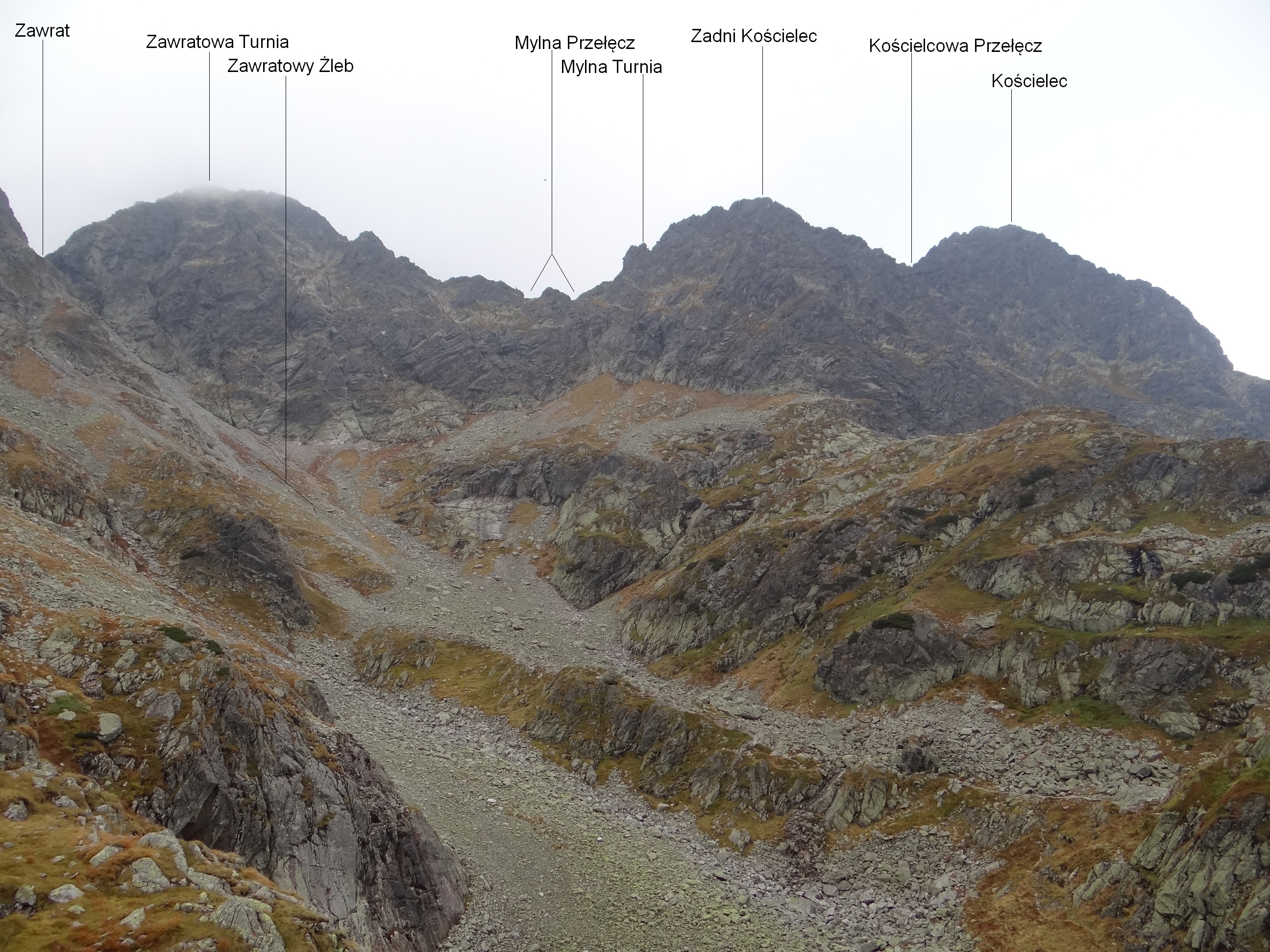
Blick von dem Tsal Dolina Czarna Gąsienicowa

Die Mylna Kopa ist ein Berg in der Hohen Tatra mit einer Höhe von 2162 m n.p.m. und liegt in Polen in der Woiwodschaft Kleinpolen, Landkreis Powiat Tatrzański und Gemeinde Zakopane. 

## Lage und Umgebung
Der Gipfel liegt auf dem Grat Grań Kościelców, der westlich des Nordgrats der Świnica ins Tal Dolina Gąsienicowa abzweigt.
Unterhalb des Gipfels liegen zwei Täler, die Dolina Zielona Gąsienicowa im Süden und Dolina Czarna Gąsienicowa in Norden. 
Vom Gipfel des Zadni Kościelec im Westen wird die Mylna Kopa durch den Bergpass Pośrednie Mylne Wrótka getrennt und von dem Gipfel des Zadni Kościelec durch den Bergpass Wyżnie Mylne Wrótka.

## Etymologie
Der Name Mylna Kopa leitet sich von dem nahe gelegenen Tal Mylna Kotlinka ab und lässt sich als Irrkoppe übersetzen.

## Erstbesteigung
Die Erstbesteigung fand statt:
- Sommer: Zygmunt Klemensiewicz und Roman Kordys am 11. Juli 1906.

## Tourismus
Der Gipfel ist bei Kletterern aufgrund des Panoramas von seinem Gipfel sehr beliebt. Kletterer können auf verschiedenen Wegen auf den Gipfel der Mylna Kopa gelangen. Sie gelten als schwierig. Es führen keine markierten Wanderwege auf den Gipfel. Als Ausgangspunkt für eine Besteigung des Zasni Kościelec eignet sich die Berghütte Schronisko PTTK Murowaniec.

## Belege
- Zofia Radwańska-Paryska, Witold Henryk Paryski: Wielka encyklopedia tatrzańska. Poronin, Wyd. Górskie, 2004, ISBN 83-7104-009-1.
- Tatry Wysokie słowackie i polskie. Mapa turystyczna 1:25.000, Warszawa, 2005/06, Polkart, ISBN 83-87873-26-8.